# Mattenkapitel
Als Mattenkapitel wird in franziskanischen Orden eine spirituell ausgerichtete Zusammenkunft bezeichnet, bei der die Brüder oder Schwestern zum Gebet und Gedankenaustausch zusammenkommen. Diese Art der Zusammenkunft wurde von Franz von Assisi eingeführt.
Franziskus hat das erste Mattenkapitel an Pfingsten 1221 auf dem Gelände bei der Kirche Portiuncula unterhalb von Assisi gehalten; damals waren 5000 Brüder versammelt. Die Brüder kamen zu Fuß nach Portiuncula und lagerten sich auf Strohmatten, auf denen sie auch schliefen; daher kommt der Name des Treffens.
Auf diesem ersten Mattenkapitel wurde von Franziskus die nichtbullierte Regel vorgestellt, die in den nächsten zwei Jahren aber noch gestrafft wurde, bevor sie vom Papst anerkannt wurde. Franziskus gab in diesem Kapitel die Leitung des Ordens an Elias von Cortona ab. Franziskus sandte auf diesem Kapitel verschiedene Brüder nach Deutschland, England und in den Orient zur Mission aus.
Der heilige Dominikus und der heilige Antonius von Padua sollen am Kapitel anwesend gewesen sein. Auch Kardinal Ugolino nahm daran als Gast teil, der spätere Papst Gregor IX.
In der Frühzeit des Ordens trafen sich alle Brüder, die dazu in der Lage waren, zweimal im Jahr an Pfingsten und am St.-Michaels-Fest zu einem Mattenkapitel. 
Heute werden Mattenkapitel in unregelmäßigen Abständen von verschiedensten franziskanischen Kongregationen auf regionaler oder internationaler Ebene veranstaltet. Im Unterschied zum Sach- oder Provinzkapitel, das von gewählten Vertretern besucht wird, kann am Mattenkapitel jedes Ordensmitglied teilnehmen. Im Vordergrund stehen dabei die Begegnung und der Austausch über aktuelle Fragen. Gelegentlich finden auch ordensübergreifende Mattenkapitel für alle franziskanischen Orden eines Landes oder Sprachgebiets statt.